# Concerts de l'Avent
Les Concerts de l'Avent de Villars-sur-Glâne sont un festival de musique classique qui se déroule chaque année à Villars-sur-Glâne dans le canton de Fribourg en Suisse, depuis 1977.

## Présentation
Les Concerts de l'Avent de Villars-sur-Glâne ont été fondés en 1977 par le chef de chœur Pierre-Georges Roubaty. Ils proposent chaque année 4 concerts dans l'église de Villars-sur-Glâne, en décembre, les dimanches de l'Avent. Un des concerts est diffusé en direct sur Espace 2 de la Radio télévision suisse (RTS).  
Philippe Morard assure la direction artistique de 2002 à 2016, relayé par Jérôme Kuhn à partir de janvier 2017.
Depuis leur fondation, les Concerts de l'Avent organisent des concerts et des récitals avec des solistes réputés, comme Roger Delmotte, Tibor Varga, Philippe Morard, Pierre Amoyal, Elisabeth Leonskaïa, Jordi Savall, François-René Duchâble, Cyprien Katsaris, Laurent Korcia, Finghin Collins, Philippe Jaroussky, Renaud Capuçon, Brigitte Hool et sous la direction de chefs invités comme Jacques Mercier, Tibor Varga, Jean-Claude Malgoire.
Les Concerts de l'Avent ont accueilli des ensembles vocaux locaux comme le choeur Arsis, l'Ensemble Orlando de Fribourg et l'Orchestre de Chambre Fribourgeois, des ensembles vocaux de renom comme l'Ensemble vocal de Lausanne, le Chœur Pro Arte de Lausanne, Novantiqua de Sion, A Sei Voci, l'Ensemble Pierre Robert, le Clemencic Consort, l'Ensemble La Fenice, Akadêmia, le chœur Tenebrae (en),  et des ensembles instrumentaux de réputation internationale, comme l'Orchestre de chambre de Genève, l'Orchestre de chambre de Detmold (de), Quatuor Sine Nomine, l'Orchestre symphonique de Vienne, l'Orchestre national d'Île-de-France, La Grande Écurie et la Chambre du Roy, la Camerata de Lausanne, Hespèrion XXI, l'Orchestre de chambre de Bâle, la Camerata de Berne, Le Concert brisé, l'Orchestre symphonique du Jura, Le Concert de l'Hostel Dieu, l'Academy of Ancient Music.
Les Concerts de l'Avent présentent des concerts d'orgue avec des organistes internationalement reconnus comme Pierre Segond, André Luy, Lionel Rogg, Marie-Claire Alain, Olivier Latry, Philippe Lefebvre, Jean Guillou, Bernhard Haas, Pierre Pincemaille, Ludger Lohmann (de), Jozef Sluys, Sophie-Véronique Cauchefer-Choplin.
Depuis leur création, les Concerts de l'Avent collaborent avec l'Ensemble vocal de Villars-sur-Glâne.